# Dottore
Dottore è un titolo accademico. In alcuni Paesi è riferito solo a chi ha raggiunto il più alto grado di istruzione universitaria, cioè il dottorato di ricerca, in altri Paesi, come l'Italia, viene rivolto anche a chi ha conseguito una laurea o ai praticanti la professione medica in generale. Il femminile è di solito dottoressa, ma nell'uso ufficiale e burocratico il titolo "dottore" può essere riferito anche a una donna.
Il termine discende dal latino doctor ("insegnante", nome di agente derivato dal verbo docere "insegnare").

## Differenze culturali nell'attribuzione del titolo
Nei sistemi accademici anglosassone e germanico è riferito solo a coloro che hanno raggiunto il più alto grado di istruzione universitaria, il dottorato di ricerca.
L'uso del titolo di dottore per i medici non va comunque confuso con l'attribuzione del grado accademico di dottorato (o laurea di primo livello nel caso dell'Italia). Nel Regno Unito, per esempio, nonostante sia comune appellarsi ai medici con il titolo di "doctor", dal punto di vista accademico il loro grado è di Bachelor of Medicine. Il grado accademico di Doctor of Medicine viene conseguito solo con il relativo dottorato. In Spagna un medico è "graduado" o "licenciado" in Medicina, e può appellarsi dottore solo col dottorato. Similmente in Germania si distingue tra medico (Arzt) e dottore in medicina (Medicinae Doctor), che ha appunto conseguito il dottorato. È perciò radicalmente distinto dai gradi inferiori di Master o Licentia (laurea magistrale) o di Bachelor (laurea). Questa distinzione risale alle origini stesse dell'Università e tutt'oggi sopravvive per esempio anche in territorio italiano, negli studi di diritto pontificio. Nelle università pontificie è doctor chi ha conseguito il dottorato, terzo ciclo degli studi universitari, dopo il baccellierato e la licenza, e ha pubblicato la tesi di dottorato con l'approvazione della commissione accademica. In Italia, invece, per ottenere il titolo di dottore non è necessario né conseguire il dottorato né accedere al secondo ciclo di studi.
Nel mondo anglosassone il titolo è attribuibile con specificazioni e soprattutto abbreviazioni di dettaglio, come ad esempio per il PhD, ovvero Philosophiæ Doctor (abbreviato anche con la sigla dr.), il ThD (Theologiae Doctor), il Dr. rer. nat. (Doctor Rerum Naturalium), il MD, ovvero Medicinae Doctor (il medico), il DMD (Dentariae Medicinae Doctor, il dentista), PharmD (Pharmaciae Doctor) farmacista, il VMD (medico veterinario, denominato per esteso Veterinariae Medicinae Doctor). In Italia, a causa dell'ambiguità del termine dottore, della sigla dr. e della mancata corrispondenza del titolo con quello degli altri Paesi (per i quali corrisponde ad un grado di istruzione superiore), l'abbreviazione dr. o dott.ric. non è quasi mai utilizzata dai dottori di ricerca, i quali preferiscono conformarsi con la sigla internazionale Ph.D. o PhD, che di fatto è quella correntemente utilizzata nelle corrispondenze tra università. In ogni caso, l'uso dell'abbreviazione Ph.D. per il titolo di dottore di ricerca in Italia è esplicitamente previsto dalla Legge 30 dicembre 2010, n. 240.
| Titolo italiano | Titolo estero (angolofono)            |
| --- | ------------------------------------- |
| Dottore (a partire dall'ordinamento D.M. n. 509/1999)                                                                    | Bachelor, bachelorette (al femminile) |
| Dóttore Magistrale (equipollente al titolo di Dottore conferito con le lauree previgenti l'ordinamento D.M. n. 509/1999) | Master                                |
| Dóttore ricercatore | Doctor                                |

## In Italia
In Italia, il titolo di dottore è la qualifica accademica spettante alle persone che hanno conseguito anche solo una laurea di primo livello. Pertanto, in Italia può portare il titolo di "dottore" anche un laureato triennale (laurea di primo livello, cioè dopo tre anni di studi universitari), mentre il titolo di "dottore magistrale" spetta solo a chi ha completato tutto il ciclo di laurea (anche la laurea di secondo livello o il ciclo unico, cioè dopo cinque o sei anni di studi universitari o una laurea dell'ordinamento previgente al D.M. n. 509/1999 che poteva essere anche inferiore a cinque anni, come il caso di giurisprudenza). Invece, nella maggior parte degli altri paesi al mondo, che seguono il modello anglosassone, per ottenere il titolo "Doctor" (tradotto in italiano Dottore di ricerca) è necessario aver completato gli studi del terzo ciclo (dottorato di ricerca, cioè dopo otto-dieci anni di studi universitari oppure il ciclo unico in medicina). Quindi, il titolo di Dottore che si conferisce in Italia non è equipollente alla traduzione "Doctor".
In Italia, confermando un regio decreto del 1938 che attribuisce il titolo di dottore ai laureati, il comma 7 dell'articolo 13 del 
decreto del Ministero dell'istruzione, dell'università e della ricerca 22 ottobre 2004, n. 270 ha definitivamente stabilito le diverse specificità della qualifica di dottore corrispondenti ai relativi livelli di studio universitari:
- Il titolo di Dottore spetta ai laureati che abbiano conseguito o la laurea in un corso di studio universitario di primo ciclo (con durata triennale) o il diploma universitario in un corso della stessa durata (Riforma Gelmini, Legge 30 dicembre 2010, n. 240, articolo 17, comma 2). Spetterebbe anche ai laureandi che hanno acquisito 180 crediti formativi universitari dei cicli unici, in ragione del fatto che 180 c.f.u. equivalgono allo stesso impegno della laurea triennale.[3][4]
- Il titolo di Dottore magistrale spetta a chi abbia conseguito la laurea magistrale attraverso un corso di studio universitario di secondo ciclo (con durata biennale) o in un corso di studio universitario a ciclo unico (con durata quinquennale, come per Architettura, Chimica e Tecnologia Farmaceutiche (CTF), Farmacia, Giurisprudenza, Ingegneria edile-architettura e Medicina Veterinaria, oppure con durata sessennale, come nel caso di Medicina e chirurgia e Odontoiatria e protesi dentaria. E spetta anche a chi ha conseguito una laurea a ciclo unico di un ordinamento previgente il Decreto Ministeriale n.509/1999.
- Il titolo di Dottore di ricerca spetta ai titolari del dottorato di ricerca, che si consegue a seguito di studi universitari di terzo ciclo aventi durata di almeno tre anni, dopo il conseguimento di una laurea magistrale. Il dottorato di ricerca è un titolo affine agli anglosassoni PhD (Philosophiæ Doctor o Doctor of Philosophy), Ed.D. (Doctor of Education), D.A. (Doctor of Arts), D.B.A. (Doctor of Business Administration), D.M.A. (Doctor of Musical Arts) e simili; in Italia è stato istituito nel 1980[5].

In sintesi il sistema universitario italiano prevede tre livelli di istruzione:
- la Laurea triennale, al termine della quale si diventa dottore (dott.) che permette di lavorare sia in enti pubblici che privati e di accedere alle sezioni juniores di alcuni albi professionali nonché alle sezioni uniche di altri albi, garantisce l'accesso a molti concorsi pubblici e di svolgere supplenze.
- la Laurea magistrale (di durata biennale) o la Laurea magistrale a ciclo unico (di cinque o sei anni) al termine delle quali si diventa dottore magistrale (la legge non specifica un'abbreviazione, alcuni utilizzano "dott. mag."[6]) che permette l'insegnamento in scuole primarie e secondarie sia pubbliche che private, con apposita abilitazione e vincita del concorso per insegnanti, l'accesso alle sezioni senior degli albi professionali e alla partecipazione a molti corsi pubblici.
- il Dottorato di ricerca (di durata almeno triennale) al termine del quale si diventa dottore di ricerca (dott. ric., internazionalmente Ph.D.). Il conseguimento di questo terzo livello di studi è titolo preferenziale per l'attribuzione di assegni di ricerca[7] e per la stipula di contratti per attività di insegnamento[8], e prerequisito per l'ammissione ai concorsi per ricercatori a tempo determinato[9].

### Riferimenti normativi
La qualifica accademica di dottore è stata regolamentata per la prima volta con il Regio decreto 4 giugno 1938, n. 1269, articolo 48, comma terzo.
Uno dei regolamenti attuativi della riforma universitaria (Legge 15 maggio 1997, n. 127, articolo 17, comma 95), ossia il decreto del Ministero dell'istruzione, dell'università e della ricerca 22 ottobre 2004, n. 270, lo regolamenta ulteriormente introducendo le qualifiche di dottore magistrale e dottore di ricerca.

### Protezione giuridica del titolo di dottore
Il titolo di "dottore" è conferito dalle autorità accademiche in nome della legge e ha valore legale. La legge persegue chi se ne fregia senza averne diritto (art. 498 c.p., depenalizzato).
Il Regolamento studenti (Regio decreto 4 giugno 1938, n. 1269) prevedeva all'articolo 48 che "a coloro che hanno conseguito una laurea, e ad essi soltanto, compete la qualifica accademica di dottore".
Il regio decreto è stato in parte superato ("e ad essi soltanto") dalla legislazione successiva e vi sono particolari casi nei quali si parla non solo di equipollenza ma di vera e propria equiparazione cioè "atto, effetto dell'uguagliare, pareggiare" (parificazione) con connessa estensione alla qualifica di dottore ai diplomati di cui: 
1. Legge 21 dicembre 1999, n. 508, articolo 2, in materia di "Riforma delle Accademie di belle arti, dell'Accademia nazionale di danza, dell'Accademia nazionale di arte drammatica, degli Istituti superiori per le industrie artistiche, dei Conservatori di musica e degli Istituti musicali pareggiati.";
2. Decreto legislativo 22 gennaio 2004, n. 42, articolo 29, in materia di "Codice dei beni culturali e del paesaggio, ai sensi dell'articolo 10 della legge 6 luglio 2002, n. 137.";
3. Decreto del presidente della Repubblica 8 luglio 2005, n. 212, in materia di "Regolamento recante disciplina per la definizione degli ordinamenti didattici delle Istituzioni di alta formazione artistica, musicale e coreutica, a norma dell'articolo 2 della legge 21 dicembre 1999, n. 508.", articoli 3, 4, 5 e 6;
4. Legge 30 dicembre 2010, n. 240, articolo 17, in materia di "Norme in materia di organizzazione delle università, di personale accademico e reclutamento, nonché delega al Governo per incentivare la qualità e l'efficienza del sistema universitario", riguardo ai possessori di Diploma Universitario DU (prima non era laurea) e dei diplomi di durata triennale delle scuole dirette a fini speciali;
5. Legge 24 dicembre 2012, n. 228, articolo 1, in materia di "Disposizioni per la formazione del bilancio annuale e pluriennale dello Stato (Legge di stabilità 2013)", commi da 102 a 107.

Con il Decreto del presidente della Repubblica 10 marzo 1982, n. 162, in materia di "Riordinamento delle scuole dirette a fini speciali, delle scuole di specializzazione e dei corsi di perfezionamento", un gran numero di scuole dirette a fini speciali si sono trasformate, come previsto dalla legge, in corsi di diploma di primo livello universitario (DU), dando vita, in tal modo, anche in Italia, all'istruzione universitaria di primo livello, prevalentemente orientata attorno a una formazione di tipo professionale. Con l'anno accademico 1992/93, adeguandosi al citato decreto, molti corsi delle scuole dirette a fini speciali hanno attivando nuovi indirizzi di studio finalizzati al rilascio di diploma.
La Legge 13 marzo 1958, n. 262 regola il conferimento ed uso di titoli accademici, professionali e simili.
L'articolo 1 recita: 
L'articolo 2 recita: 
L'articolo 498 (Usurpazione di titoli o di onori) del Codice penale punisce l'esercizio abusivo delle professioni e l'usurpazione del titolo di Dottore:
Alla stessa sanzione soggiace chi si arroga dignità o gradi accademici, titoli, decorazioni o altre pubbliche insegne onorifiche, ovvero qualità inerenti ad alcuno degli uffici, impieghi o professioni, indicati nella disposizione precedente.
Per le violazioni di cui al presente articolo si applica la sanzione amministrativa accessoria della pubblicazione del provvedimento che accerta la violazione con le modalità stabilite dall'articolo 36 e non è ammesso il pagamento in misura ridotta previsto dall'articolo 16 della legge 24 novembre 1981, n. 689.»
Particolare attenzione va fatta nell'utilizzare il titolo italiano di "dottore" all'estero (in particolare nella traduzione "Doctor") se non si possiede il titolo di "dottore di ricerca" o una laurea in Medicina e Chirurgia, in Odontoiatria e Protesi Dentaria, in Farmacia, in Medicina Veterinaria o in Giurisprudenza. Infatti, come già menzionato, in alcune parti del mondo il titolo di "dottore" è conferito solo con il completamento del terzo ciclo di studi universitari, e in molte legislazioni fregiarsi del titolo di dottore senza aver un titolo di terzo livello o una laurea in Medicina e Chirurgia, in Odontoiatria e Protesi Dentaria, in Farmacia, in Medicina Veterinaria o in Giurisprudenza è reato.

## Abbreviazione
Il termine dottore, spesso e per comodità, è sostituito da una tra le seguenti abbreviazioni: dott. oppure dr. Infatti
per l'Accademia della Crusca le abbreviazioni dott. e dr. (entrambe col punto), poiché attestate nei dizionari italiani, possono essere usate indistintamente.
Nel caso di dottoressa le abbreviazioni in uso sono dott.sa, dott.ssa e dr.ssa.
La Legge 30 dicembre 2010, n. 240, articolo 19 ha fissato al primo comma l'utilizzo delle abbreviazioni Dott. Ric. o Ph.D. per il titolo di dottore di ricerca.
Vincenzo Ceppellini precisa che dott. si scrive con l'iniziale minuscola se è seguito dal nome, come ovvio per qualsiasi apposizione.